# Shorewall
Shorewall или более точно Shoreline Firewall — инструмент для настройки файрволла в Linux, программное обеспечение под свободной лицензией GNU GPL. Технически является надстройкой в подсистеме Netfilter (iptables/ipchains) ядра Linux и обеспечивает упрощённые методы конфигурирования данной подсистемы. По факту Shorewall соотносится с ipchains/iptables, как python соотносится с языком C.[значимость факта?] Он предоставляет более простой интерфейс для описания правил работы файрволла ядра linux.

## Механизм работы
Программа не является демоном, то есть не работает постоянно. Правила хранятся в текстовых файлах, при запуске Shorewall считывает свои файлы конфигурации и преобразует их в настройки, понятные ipchains/iptables, после чего данные настройки файрволла могут действовать до перезапуска операционной системы. Shorewall не предусматривает GUI для конфигурирования, правка конфигурационных файлов может быть произведена в любом текстовом редакторе, но есть, например, модуль к системе Webmin для настроек через веб-интерфейс.

## История проекта
Первая версия Shorewall появилась в 1999 году. Основной разработчик и бессменный лидер проекта — Томас Истеп (Thomas M. Eastep).

## Текущая версия
Последняя стабильная версия на сегодня —  5.2.3.6 от 16 февраля 2020 г. Начиная с версии 4, Shorewall использует компилятор правил основанный на Perl, ранее использовался более медленный компилятор на базе shell. Также с версии 4.2.4 поддерживается IPv6. Есть средства для клонирования настроек на несколько компьютеров, для упрощения конфигурирования больших сетей.

## Достоинства и недостатки
Хотя синтаксис, предлагаемый Shorewall, выглядит проще, чем синтаксис оригинальных правил iptables/ipchains, но настройка в текстовых файлах может оказаться затруднительной человеку непосвящённому в работу файрволла в Linux. Область применения Shorewall больше ориентирована на системных администраторов и настройку серверов, нежели на пользователей десктопов. Однако для системных администраторов схема настройки через текстовые файлы может быть даже более удобной, нежели  GUI, поскольку настройку Shorewall можно произвести лишь при наличии текстовой консоли или ssh/ftp соединения с сервером.
Документации по Shorewall на русском языке немного и она преимущественно по старым версиям программы, это может быть дополнительным препятствием к использованию русскоязычными пользователями. Разумеется, для профессиональных системных администраторов, на которых и ориентирован Shorewall, отсутствие документации на национальном языке не является существенной проблемой.

## Распространённость и пути получения
Shorewall входит в ряд дистрибутивов Linux (например в Debian, Gentoo и др.). Исходные тексты можно также получить с официального сайта проекта. Автор предупреждает, что канал в интернет с официального сайта слабый и рекомендует пользоваться региональными зеркалами для получения исходных текстов.